# باد والتون

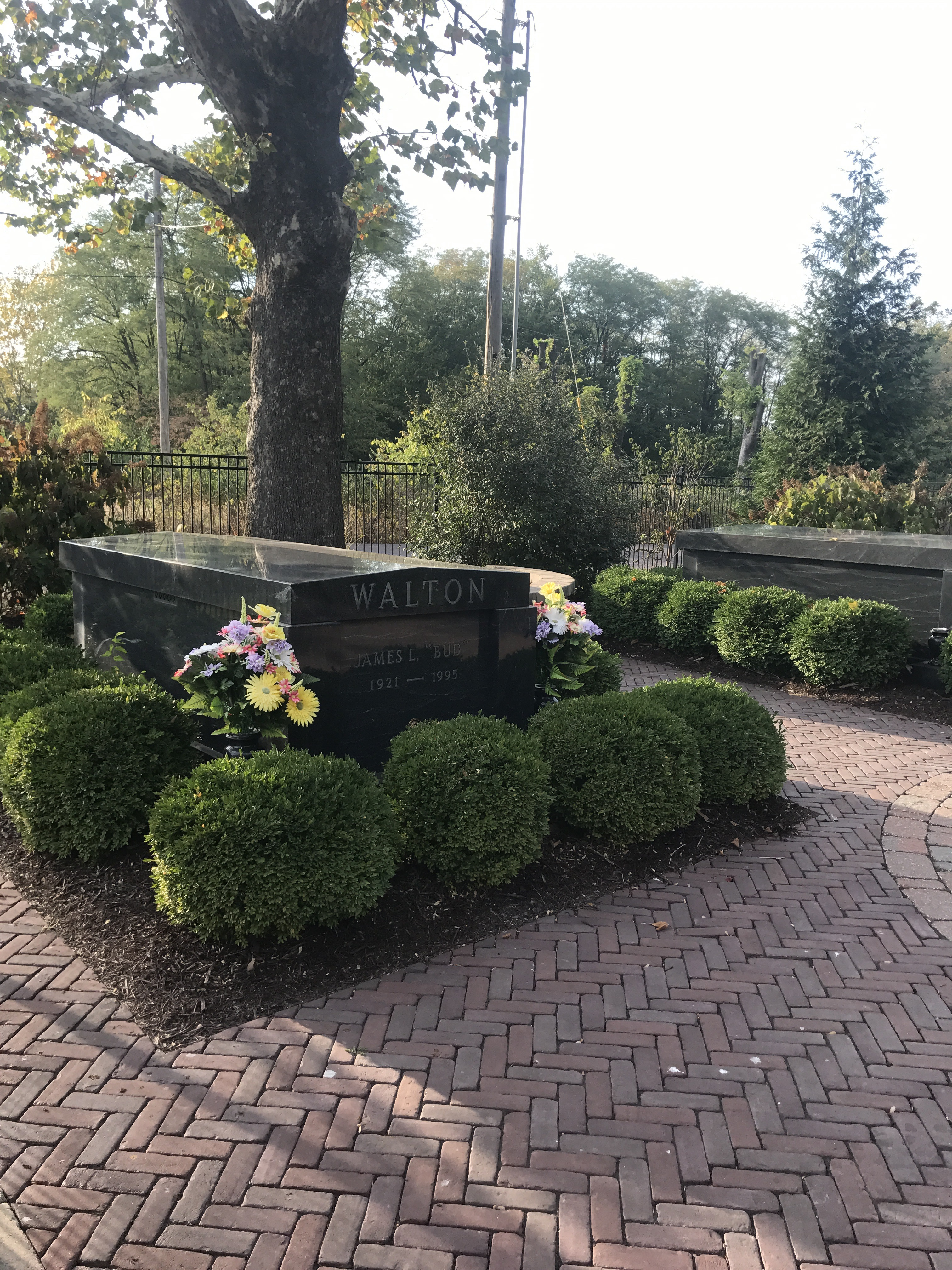
آرامگاه جیمز بود والتون در گورستان پارک یادبود

باد والتون (انگلیسی: James "Bud" Walton؛ ۲۰ دسامبر ۱۹۲۱ – ۲۱ مارس ۱۹۹۵) یک بازرگان اهل ایالات متحده آمریکا بود.